# Ivaí
Ivaí is een gemeente in de Braziliaanse deelstaat Paraná. De gemeente telt 13.533 inwoners (schatting 2009).

## Aangrenzende gemeenten
De gemeente grenst aan Cândido de Abreu, Guamiranga, Imbituva, Ipiranga, Prudentópolis, Reserva en Tibagi.

## Verkeer en vervoer
De plaats ligt aan de weg BR-487.